# High Energy Gamma Ray Astronomy

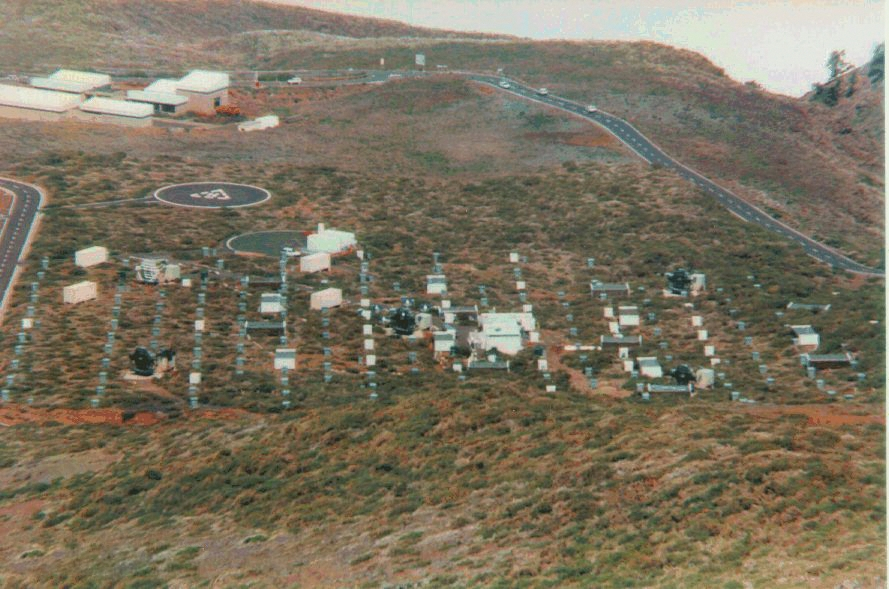
HEGRA im Jahr 1997

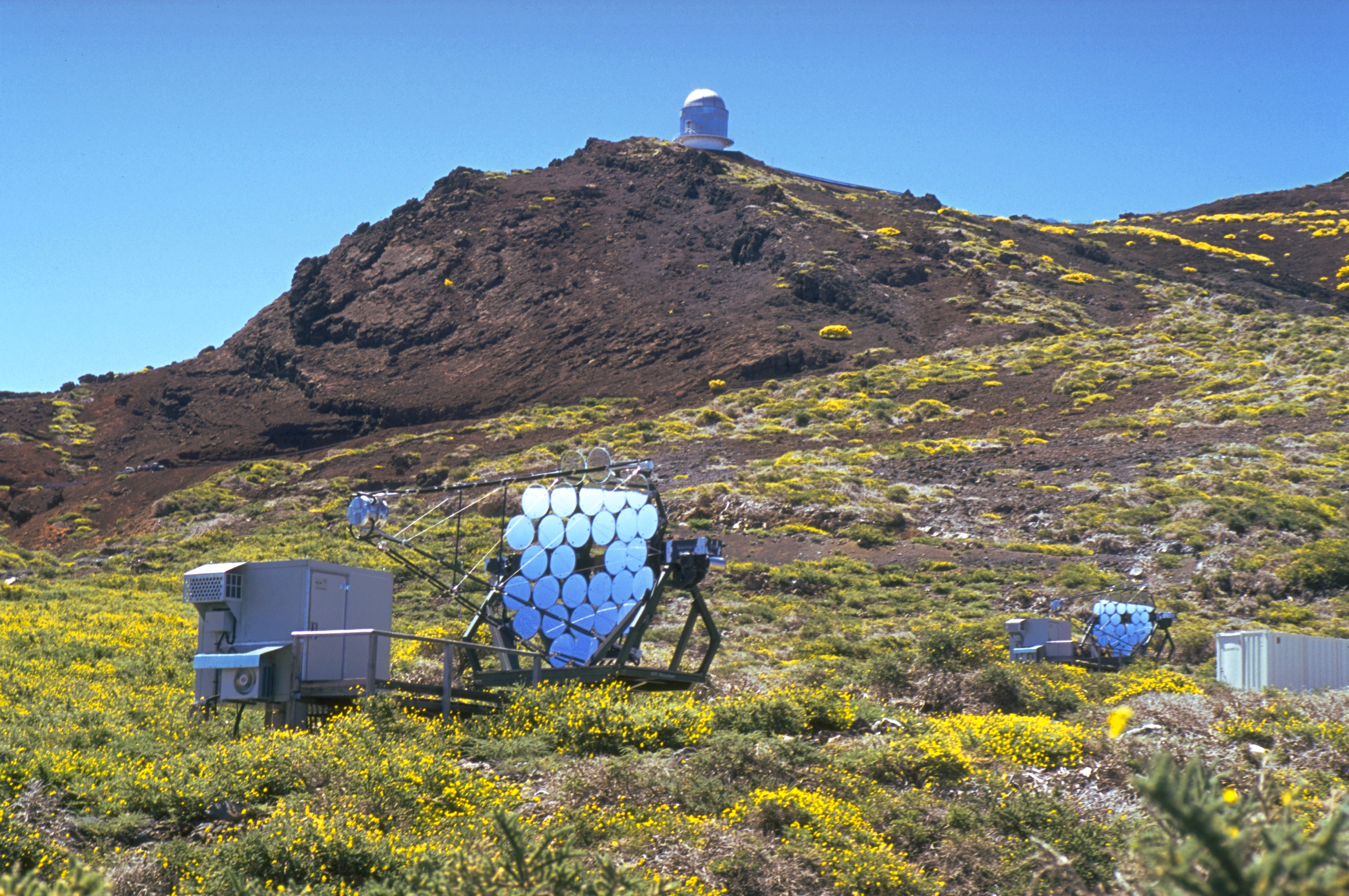
Zwei HEGRA-Spiegel, mit dem Nordic Optical Telescope im Hintergrund.

High Energy Gamma Ray Astronomy (HEGRA) war ein Experiment zum Nachweis hochenergetischer Gammastrahlen von astronomischen Objekten.
HEGRA war von 1987 bis 2002 in 2200 m Höhe am Roque-de-los-Muchachos-Observatorium auf der Kanareninsel La Palma in Betrieb. Mit verschiedenen Detektortypen zum Nachweis der Sekundärteilchen in Luftschauern und der von ihnen erzeugten Cherenkov-Strahlung war HEGRA im Bereich 0,5 bis 100 TeV empfindlich. Es gelang der Nachweis höchstenergetischer Gammastrahlen von verschiedenen Himmelsobjekten wie Supernovaüberresten und aktiven galaktischen Kernen.
HEGRA war eine Kollaboration von Instituten in Deutschland, Spanien und Armenien. Nachfolgeexperimente sind High Energy Stereoscopic System und MAGIC.